# Collegio plurinominale Campania 2 - 02 (2020)
Il collegio elettorale plurinominale Campania 2 - 02 è un collegio elettorale plurinominale della Repubblica italiana per l'elezione della Camera dei deputati.

## Territorio
Come previsto dalla legge n. 51 del 27 maggio 2019, il collegio è stato definito tramite decreto legislativo all'interno della circoscrizione Campania 2.
Il collegio comprende la zona definita dai quattro collegi uninominali Campania 2 - 04 (Avellino), Campania 2 - 05 (Scafati), Campania 2 - 06 (Salerno) e Campania 2 - 07 (Eboli) quindi quindi le intere province di Avellino e di Salerno.

## XIX legislatura

### Risultati elettorali
|                               | Fratelli d'Italia                                       | 147 452   | 22,77 | 1 | 247 804 | 38,26 | 4 |  |  |
|                               | Forza Italia                                            | 61 556    | 9,50  | 1 | 247 804 | 38,26 | 4 |  |  |
|                               | Lega per Salvini Premier                                | 33 726    | 5,21  | – | 247 804 | 38,26 | 4 |  |  |
|                               | Noi Moderati                                            | 5 070     | 0,78  | – | 247 804 | 38,26 | 4 |  |  |
|                               | Partito Democratico - Italia Democratica e Progressista | 130 353   | 20,13 | 1 | 168 670 | 26,04 | – |  |  |
|                               | Alleanza Verdi e Sinistra                               | 17 795    | 2,75  | 1 | 168 670 | 26,04 | – |  |  |
|                               | +Europa                                                 | 13 086    | 2,02  | – | 168 670 | 26,04 | – |  |  |
|                               | Impegno Civico – Centro Democratico                     | 7 436     | 1,15  | – | 168 670 | 26,04 | – |  |  |
|                               | Movimento 5 Stelle                                      | 161 193   | 24,89 | 1 | 161 193 | 24,89 | – |  |  |
|                               | Azione - Italia Viva                                    | 35 588    | 5,49  | 1 | 35 588  | 5,49  | – |  |  |
|                               | Unione Popolare                                         | 10 498    | 1,62  | – | 10 498  | 1,62  | – |  |  |
|                               | Italexit                                                | 7 606     | 1,17  | – | 7 606   | 1,17  | – |  |  |
|                               | Italia Sovrana e Popolare                               | 5 725     | 0,88  | – | 5 725   | 0,88  | – |  |  |
|                               | Noi di Centro – Europeisti                              | 5 546     | 0,86  | – | 5 546   | 0,86  | – |  |  |
|                               | Partito Animalista – UCDL – 10 Volte Meglio             | 2 835     | 0,44  | – | 2 835   | 0,44  | – |  |  |
|                               | Vita                                                    | 2 239     | 0,35  | – | 2 239   | 0,35  | – |  |  |
| Totale                        | Totale                                                  | 647 704   | 100   | 6 | 647 704 | 100   | 4 |  |  |
|                               |                                                         |           |       |   |         |       |   |  |  |
| Voti non validi               | Voti non validi                                         | 36 335    | 5,31  |   |         |       |   |  |  |
| Votanti                       | Votanti                                                 | 684 039   | 57,25 |   |         |       |   |  |  |
| Elettori                      | Elettori                                                | 1 194 882 |       |   |         |       |   |  |  |
|                               |                                                         |           |       |   |         |       |   |  |  |
| Data: 25 settembre 2022       |                                                         |           |       |   |         |       |   |  |  |
| Fonte: Ministero dell'interno |                                                         |           |       |   |         |       |   |  |  |

### Eletti

#### Eletti nei collegi uninominali
Eletti nella coalizione di centro-destra (FdI - Lega - FI - NM)
| Collegio uninominale | Eletto | Eletto                  | Partito           |
| -------------------- | ------ | ----------------------- | ----------------- |
| 4. Avellino          |        | Gianfranco Rotondi      | Verde è Popolare  |
| 5. Scafati           |        | Maria Immacolata Vietri | Fratelli d'Italia |
| 6. Salerno           |        | Giuseppe Bicchielli     | Noi moderati      |
| 7. Eboli             |        | Attilio Pierro          | Lega              |

#### Eletti nella quota proporzionale
| Movimento 5 Stelle | Fratelli d'Italia | Partito Democratico-IDP | Forza Italia    | Azione - Italia Viva | Alleanza Verdi e Sinistra |
| ------------------ | ----------------- | ----------------------- | --------------- | -------------------- | ------------------------- |
|                    |                   |                         |                 |                      |                           |
| Michele Gubitosa   | Edmondo Cirielli  | Piero De Luca           | Tullio Ferrante | Antonio D'Alessio    | Francesco Mari            |